# Paul Santo
Paul Santo est un musicien américain, auteur-compositeur, producteur de disques et ingénieur du son, surtout connu dans l'industrie de la musique pour son travail dans le studio d'enregistrement en collaboration avec des artistes comme : Aerosmith, Eric Clapton, Kid Rock, David Gilmour, Ringo Starr et Ozzy Osbourne. Son travail lui a valu plusieurs nominations aux Grammy Awards,.

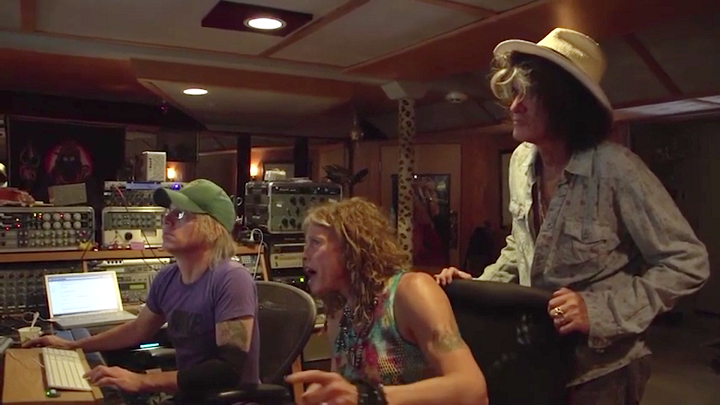
Paul Santo, Steven Tyler et Joe Perry r